# Milo Yiannopoulos
Milo Yiannopoulos (születési nevén Milo Hanrahan, írói álneve Milo Andreas Wagner, Kent, 1984. október 18. –) brit politikai kommentátor, kiadó, médiaszemélyiség, blogger, újságíró és szerző, a Breitbart News volt főszerkesztője. Magát „kulturális libertariánusnak” tekinti, kritizálja egyebek között a feminizmust, az iszlámot, a politikai korrektséget, a társadalmi igazságosság eszméjét.
Milo Yiannopoulos Donald Trumpot támogatja, emellett nyíltan vállalja homoszexualitását.

## Életrajz

### Családja, gyerekkora és magánélete
Milo Hanrahan néven született Kentben, Angliában. Édesapja Nicolas Hanrahan görög és ír származású, édesanyja pedig brit és zsidó gyökerekkel rendelkezik. Szülei már Milo születése előtt is majdnem elváltak, ám házasságuk kitartott Milo 6 éves koráig, akkor elváltak. Apja a válás után Cornwallban levő St. Ivesbe költözött, ahol jamaicai származású új szerelmével házasodott össze.
Milo édesanyjával és mostohaapjával nőtt fel. Mostohaapjával rossz viszonya volt, ugyanis rendszeresen verte Milót, emiatt Milo egy interjúban édesanyját hibáztatta, amiért hagyta, hogy idáig fajuljon a helyzet.
Milo a Canterburyben található Simon Langton Grammar School for Boys fiúiskolában tanult, ám eltanácsolták onnan, majd a Manchesteri Egyetem hallgatója lett, de az egyetem elvégzése előtt otthagyta az intézményt és a Wolfson Collegeben angol szakos hallgató lett, ám 2010-ben otthagyta ezt az intézményt is.
Gyakorló római katolikus, Yiannopolous jelenleg O-1-es vízummal rendelkezik, ami nem szolgál letelepedésre.
2017 szeptemberében házasodott össze az afroamerikai barátjával Hawaiion.

## Vitatott ügyek

### A meleg jogok kritikája
Annak ellenére, hogy Yiannopoulos nyíltan meleg, az állította, hogy „a meleg jogok meghülyítettek minket” és szerinte a melegeknek „el kéne bújnia”. Úgy jellemezi a melegeket, mint „aberráltak”, és hogy „melegnek lenni egy olyan választott életmód, amely a (melegeknek) fájdalmat és boldogtalanságot okoz”.
2017-ben kritizálta Ferenc pápát a liberalizmusa miatt, hogy a melegek legyenek nyíltak, amire válaszként Yiannopoulos azt mondta, hogy „fogja be a száját”. Egy interjúban megismételte korábbi állítását, mely szerint a homoszexualitás betegség, és elítéli a klérus azon tagjait is, akik arra törekednek, hogy a katolikus egyház hozzáállása változzon ez ügyben.
Kevin D. Williamson a National Review nevű konzervatív magazin szerkesztője úgy vélekedett Yiannopoulosról, hogy a „Breitbart London Yiannopolousa többet tett azért, hogy a homoszexuális tábort a szélsőjobboldali közeg felhasználhassa, mint amit Hugo Boss társai valaha tettek az SS-nek varrt csinos egyenruhák esetében”.

### Feminizmus, szólásszabadság
2015 októberében Yiannopoulost és Julie Bindel feminista aktivistát meghívták, hogy vegyenek részt a Manchesteri Egyetem nyilvános vitáján a szólásszabadságról és az ateista társadalomról. Az egyetem hallgatói uniója azonban mindkettejük szereplését megtiltotta.
Yiannopoulos gyakran írt olyan cikkeket, ami miatt nőgyűlölettel vádolták meg. A Breitbartban megjelent egy cikke, aminek a címe „A fogamzásgátlás a nőket taszítóvá teszi és megbolondulnak tőle” (Birth Control Makes Women Unattractive and Crazy). A cikkben azt állította, hogy a „fogamzásgátló tabletták miatt a nők hisztérikusak, szexuálisan túlfűtöttek lesznek és elhíznak”.

### Twitter fiókjának felfüggesztése
2016. július 19-én felfüggesztésre került Milo Yiannopoulos Twitter-fiókja. Milo Yiannopoulos szerint ha valaki egy szexuálisan érett tizenhárom éveshez vonzódik, az nem pedofília.